# Джуліан Річінгс
Джуліан Річінгс (англ. Julian Richings; нар. 30 серпня 1956, Оксфорд, Англія) — британсько-канадський персонажний актор, який знявся більш ніж у 225 фільмах і телесеріалах. Відомий своєю участю в різноманітних фільмах жахів, серед яких «Куб», «Поворот не туди» і відомий також своєю роллю Смерті у серіалі «Надприродне».

## Біографія

### Ранні роки
Джуліан Річінгс народився 30 серпня 1956 року в Оксфорді, Англія. Він зростав у культурному середовищі та ще змалку цікавився театром. Вивчав драматичне мистецтво в Ексетерському університеті, де здобув фундаментальну акторську підготовку. Під час навчання брав участь у численних театральних постановках, що допомогло йому сформувати свій унікальний акторський стиль. Після завершення навчання розпочав кар'єру в театрі, що згодом привело його до кінематографу.

## Фільмографія
| Рік  | Назва                                                                            | Роль                                                  | Примітки                      |
| ---- | -------------------------------------------------------------------------------- | ----------------------------------------------------- | ----------------------------- |
| 1987 | Love at Stake                                                                    | Містовий глашатай                                     |                               |
| 1989 | The Top of His Head                                                              | Роберт                                                |                               |
| 1991 | Голий ланч                                                                       | Дезінсектор                                           |                               |
| 1992 | Giant Steps                                                                      | Вчитель танцювального оркестру                        |                               |
| 1994 | Squanto: A Warrior's Tale                                                        | Слуга сера Джорджа                                    |                               |
| 1995 | Місячне сяйво і Валентино                                                        | Перукар                                               |                               |
| 1996 | Hard Core Logo                                                                   | Гейт                                                  |                               |
| 1996 | Love Child                                                                       | Том-старший                                           | Короткометражний фільм        |
| 1996 | The Boys Club                                                                    | Офіцер Коул                                           |                               |
| 1997 | The Cellar                                                                       | Вулсі                                                 | Короткометражний фільм        |
| 1997 | Мутанти                                                                          | Робітник                                              |                               |
| 1997 | Куб                                                                              | Олдерсон                                              |                               |
| 1997 | Pale Saints                                                                      | Ейнштейн                                              |                               |
| 1998 | Urban Legend                                                                     | Дивний двірник                                        |                               |
| 1998 | Motel                                                                            | Мешканець                                             |                               |
| 1998 | Червона скрипка                                                                  | Ніколас Олсберг                                       |                               |
| 1999 | Detroit Rock City                                                                | Квитковий контролер                                   |                               |
| 1999 | Викрадачі минулого                                                               | Мюррей Тревор                                         |                               |
| 2000 | The Crossing                                                                     | Маккензі                                              |                               |
| 2000 | Washed Up                                                                        | Реджинальд                                            |                               |
| 2000 | Rats                                                                             | Санітар                                               |                               |
| 2000 | Two Thousand and None                                                            | Куратор                                               |                               |
| 2000 | Золотий пил                                                                      | Белланже                                              |                               |
| 2001 | Century Hotel                                                                    | Офіціант                                              |                               |
| 2001 | I Shout Love                                                                     | Водій таксі                                           | Короткометражний фільм        |
| 2001 | On Their Knees                                                                   | Пеппі                                                 |                               |
| 2001 | Treed Murray                                                                     | Безхатько                                             |                               |
| 2001 | The Pretender: Island of the Haunted                                             | Брат Клот                                             |                               |
| 2002 | Between Strangers                                                                | Найджел                                               |                               |
| 2003 | Відкритий простір                                                                | Вайлі                                                 |                               |
| 2003 | My Life Without Me                                                               | Доктор Томпсон                                        |                               |
| 2003 | Поворот не туди                                                                  | Три Пальці                                            |                               |
| 2003 | The Truth About the Head                                                         | Омари                                                 | Короткометражний фільм        |
| 2003 | Todd and the Book of Pure Evil                                                   | Сатана                                                | Короткометражний фільм        |
| 2003 | Mad Shadows                                                                      | Лікар                                                 | Короткометражний фільм        |
| 2003 | Bar Life                                                                         | Ед                                                    | Короткометражний фільм        |
| 2004 | Being Julia                                                                      | Містер Тернбулл                                       |                               |
| 2004 | Sisters in the Wilderness: The Lives of Susanna Moodie and Catharine Parr Traill | Вільям Каттермол                                      |                               |
| 2004 | Run Away Home                                                                    | Священник                                             |                               |
| 2004 | Mr. Jones: Drive                                                                 | Містер Джонс                                          | Короткометражний фільм        |
| 2004 | Safe                                                                             | Джиммі                                                | Короткометражний фільм        |
| 2004 | Re-Generation                                                                    | Контакт                                               |                               |
| 2004 | Останнє казино                                                                   | Лихвар                                                |                               |
| 2005 | Black Widow                                                                      | Доктор Дедман                                         |                               |
| 2006 | Skinwalkers                                                                      | Сумний чоловік                                        |                               |
| 2006 | The Last Sect                                                                    | Карпов                                                |                               |
| 2006 | A Lobster Tale                                                                   | Генк Перкінс                                          |                               |
| 2006 | Screening                                                                        | Ведучий новин № 2                                     | Короткометражний фільм        |
| 2006 | Люди Ікс: Остання битва                                                          | Організатор мутантів                                  |                               |
| 2007 | Пристрель їх                                                                     | Водій Герца                                           |                               |
| 2007 | Dead Silence                                                                     | Бос                                                   | Без вказання в титрах         |
| 2007 | Пила 4                                                                           | Жебрак                                                |                               |
| 2007 | The Canadian Shield                                                              | Ловець Рей                                            | Короткометражний фільм        |
| 2007 | The Third Eye                                                                    | Чарлі Ребіт                                           |                               |
| 2007 | Шматочки Трейсі                                                                  | Доктор Гекер                                          |                               |
| 2008 | Heartland                                                                        | Містер Генлі                                          |                               |
| 2008 | Jack and Jill vs. the World                                                      | Містер Сміт                                           |                               |
| 2008 | Toronto Stories                                                                  | Шкіряна куртка                                        |                               |
| 2008 | The Facts in the Case of Mister Hollow                                           | Чоловік, що стоїть на колінах                         | Короткометражний фільм        |
| 2008 | Елегія                                                                           | Актор у п'єсі                                         |                               |
| 2009 | Curious Stories, Crooked Symbols                                                 | Зловісний чоловік на колінах                          | Короткометражний фільм        |
| 2009 | The Timekeeper                                                                   | Гріз                                                  |                               |
| 2009 | Цей світ не такий уже й поганий                                                  | Доктор Пузбі                                          |                               |
| 2009 | Виживання мерців                                                                 | Джеймс О'Флінн                                        |                               |
| 2010 | Персі Джексон та Викрадач блискавок                                              | Харон                                                 |                               |
| 2010 | Hard Core Logo 2                                                                 | Баккі Гейт                                            |                               |
| 2010 | Trigger                                                                          | Баккі                                                 |                               |
| 2011 | Collaborator                                                                     | Моріс ЛеФонт                                          |                               |
| 2011 | Animal Control                                                                   | Ларрі                                                 | Короткометражний фільм        |
| 2011 | Furstenau Mysteries                                                              | Джеймсон                                              | Короткометражний фільм        |
| 2011 | Up in Cottage Country                                                            | Офіцер                                                | Короткометражний фільм        |
| 2011 | Patch Town                                                                       | Ловець дітей                                          | Короткометражний фільм        |
| 2012 | The Conspiracy                                                                   | Зелений чоловік                                       |                               |
| 2012 | The Architecture of the Moon                                                     | Джонас                                                | Короткометражний фільм        |
| 2012 | Rainbow Connection                                                               | Власник квартири                                      | Короткометражний фільм        |
| 2012 | The Last Will and Testament of Rosalind Leigh                                    | Білл Філліпс / Ні чоловік, ні жінка / Брати Ран       |                               |
| 2012 | Artist: Unknown                                                                  | Фред Варлі                                            | Короткометражний фільм        |
| 2012 | The Tape                                                                         | Джек                                                  | Короткометражний фільм        |
| 2013 | Людина зі сталі                                                                  | Лор-Ем                                                |                               |
| 2013 | Неймовірна подорож містера Співета                                               | Рікі                                                  |                               |
| 2013 | Колонія                                                                          | Лейленд                                               |                               |
| 2013 | Septic Man                                                                       | Філ Проссер                                           |                               |
| 2013 | Victims                                                                          | Гатлінг                                               |                               |
| 2013 | We Are Not Here                                                                  | Понеділок                                             | Короткометражний фільм        |
| 2014 | The Last Halloween                                                               | Балакунець                                            | Короткометражний фільм        |
| 2014 | Bastards                                                                         | Джек Кейдж                                            | Короткометражний фільм        |
| 2014 | Ejecta                                                                           | Вільям Кессіді                                        |                               |
| 2014 | Patch Town                                                                       | Юрій                                                  |                               |
| 2014 | Hellmouth                                                                        | Смайлі                                                |                               |
| 2015 | A Christmas Horror Story                                                         | Гергардт                                              |                               |
| 2015 | The Rainbow Kid                                                                  | Елвіс Граймс                                          |                               |
| 2015 | Відьма                                                                           | Губернатор                                            |                               |
| 2015 | Затемнення                                                                       | Том                                                   |                               |
| 2015 | Reign                                                                            | Містер Ієн                                            |                               |
| 2015 | She Stoops to Conquer                                                            |                                                       | Короткометражний фільм        |
| 2015 | All Hallows' Eve 2                                                               | Балакунець                                            | Сегмент: «The Last Halloween» |
| 2015 | Business Ethics                                                                  | Мартін Абакус                                         | Короткометражний фільм        |
| 2015 | Friends Like Us                                                                  | Ерманно Ca$$H                                         |                               |
| 2016 | Blood Hunters                                                                    | Отець Стюарт                                          |                               |
| 2016 | Prisoner X                                                                       | Джефферсон                                            |                               |
| 2016 | The Big Push                                                                     | Біллі                                                 | Короткометражний фільм        |
| 2016 | The Space Between                                                                | Стеш                                                  |                               |
| 2017 | Todd and the Book of Pure Evil: The End of the End                               | Каптурник / Торговець-маліанець                       |                               |
| 2017 | Tomato Red: Blood Money                                                          | Тім Лейк                                              |                               |
| 2019 | Полярний                                                                         | Ломас                                                 |                               |
| 2019 | True Fiction                                                                     | Ленні Руперт                                          |                               |
| 2019 | Business Ethics                                                                  | Мартін Абакус                                         |                               |
| 2020 | Девід Бові: історія людини з зірок                                               | Тоні ДеФріс                                           |                               |
| 2020 | Spare Parts                                                                      | Імператор                                             |                               |
| 2020 | Road Kill Renegade                                                               | Селюк                                                 | Короткометражний фільм        |
| 2020 | Все заради Джексона                                                              | Генрі Волш                                            |                               |
| 2020 | Hall                                                                             | Джуліан                                               |                               |
| 2020 | Vicious Fun                                                                      | Фріц                                                  |                               |
| 2021 | Дорога хаосу                                                                     | Голт                                                  |                               |
| 2021 | Charlotte                                                                        | Доктор Курт Зінгер / Поліцейський № 1 / Солдат СС № 2 | Озвучення                     |
| 2021 | Stanleyville                                                                     | Гомункулус                                            |                               |
| 2022 | Time Traveling Through Time                                                      | Оповідач                                              | Короткометражний фільм        |
| 2022 | Wickensburg                                                                      | Містер Гексенмейстер                                  |                               |
| 2022 | Salvation                                                                        | Джон                                                  |                               |
| 2022 | Розслабся, я з майбутнього                                                       | Персі                                                 |                               |
| 2023 | Усі страхи Бо                                                                    | Дивний чоловік                                        |                               |
| 2024 | Scared Shitless                                                                  | Професор Каммінґс                                     |                               |
| 2024 | A Thousand Cuts                                                                  | Вебстер                                               | [ 6 ]                         |
| 2025 | Honey Bunch                                                                      |                                                       |                               |